# Acfer 007
Acfer 007 — метеорит-хондрит масою 542 грам.